# Christie-Lee Britten
Christie-Lee Britten ist eine australische Schauspielerin und ein Model.

## Leben
Britten begann schon in frühester Jugend als Model für verschiedene Werbekampagnen zu arbeiten. Später legte sie ihren Schwerpunkt auf das Schauspiel. Sie debütierte 2006 in einer Episode der Fernsehserie Monarch Cove. 2015 spielte sie in zwei Episoden der Fernsehserie Mako – Einfach Meerjungfrau mit. Zuvor erweiterte sie ihre Schauspielkenntnisse durch Mitwirkungen an zwei Kurzfilmen, eine Episodenrolle in SLiDE und eine Nebenrolle im Spielfilm Agent Provocateur. Im Folgejahr übernahm sie eine Nebenrolle in Alfa Maschi. 2017 folgten Besetzungen im Kinofilm Pirates of the Caribbean: Salazars Rache, den Fernsehfilmen The Sweetest Christmas, Cocaine Godmother und The Christmas Train, einer Episode in der Fernsehserie Zoo sowie im Spielfilm Boar, wo sie die Tochter der Protagonisten-Familie verkörperte. 2018 hatte sie eine weitere Charakterrolle in dem Fernsehfilm Blurt – Voll verplappert und spielte jeweils in einer Episode der Fernsehserien iZombie und Once Upon a Time – Es war einmal … mit. Zwischenzeitlich lebte sie aus beruflichen Gründen im kanadischen Vancouver.

## Filmografie
- 2006: Monarch Cove (Fernsehserie, Episode 1x06)
- 2011: SLiDE (Fernsehserie, Episode 1x04)
- 2011: The Rarity (Kurzfilm)
- 2012: Agent Provocateur
- 2013: Rise of the Underdog (Kurzfilm)
- 2015: Mako – Einfach Meerjungfrau (Mako: Island of Secrets) (Fernsehserie, 2 Episoden)
- 2016: Alfa Maschi
- 2017: Pirates of the Caribbean: Salazars Rache (Pirates of the Caribbean: Dead Men Tell No Tales)
- 2017: Zoo (Fernsehserie, Episode 3x13)
- 2017: The Sweetest Christmas (Fernsehfilm)
- 2017: Cocaine Godmother (Fernsehfilm)
- 2017: Boar
- 2017: The Christmas Train (Fernsehfilm)
- 2018: Blurt – Voll verplappert (Blurt) (Fernsehfilm)
- 2018: iZombie (Fernsehserie, Episode 4x01)
- 2018: Once Upon a Time – Es war einmal … (Once Upon a Time) (Fernsehserie, Episode 7x11)